# Sittersdorf
Sittersdorf (slovenska: Žitara vas) är en ort och kommun i Österrike. Den ligger i distriktet Völkermarkt i förbundslandet Kärnten, 230 km sydväst om huvudstaden Wien. 
Kommunen består av 27 orter (Ortschaften) (inom parentes invånarantal 1 januari 2024):

- Altendorf (78)
- Blasnitzenberg (17)
- Dullach (14)
- Goritschach (141)
- Hart (19)
- Homelitschach (4)
- Jerischach (71)
- Kleinzapfen (71)
- Kristendorf (49)
- Miklauzhof (78)
- Müllnern (114)
- Obernarrach (96)
- Pfannsdorf (82)
- Pogerschitzen (25)
- Polena (37)
- Proboj (123)
- Rain (40)
- Rückersdorf (164)
- Sagerberg (34)
- Sielach (184)
- Sittersdorf (168)
- Sonnegg (30)
- Tichoja (38)
- Weinberg (264)
- Wigasnitz (5)
- Winkel (16)
- Wrießnitz (4)